# Bourdeilles
Bourdeilles település Franciaországban, Dordogne megyében. Lakosainak száma 793 fő (2022. január 1.). Bourdeilles Biras, Brantôme en Périgord, Bussac, Creyssac, Grand-Brassac, Lisle, Paussac-et-Saint-Vivien és Brantôme-en-Périgord községekkel határos.

## Népesség
A település népességének változása:
| Lakosok száma | 721  | 728  | 811  | 782  | 753  | 739  | 743  | 765  | 771  | 793  |
|               | 1968 | 1982 | 1990 | 2006 | 2013 | 2015 | 2017 | 2019 | 2020 | 2022 |